# Dany Cleyet-Marrel
Pour les articles homonymes, voir Cleyet.
Dany Cleyet-Marrel (né le 11 août 1948 à Lyon) est un aéronaute français.
Diplômé de l’École nationale des Beaux-Arts de Lyon, il exerce la profession de graphiste avant de faire de sa passion de l’aérostation, son activité principale. Cette orientation est sans doute influencée par son beau-père, Maurice Chaize, le fondateur à Saint-Étienne en 1971 de l'entreprise de production de montgolfières Ballons Chaize dont la marque sera reprise en 2013 par son propre fils, Benjamin Cleyet-Marrel, qui reprend alors la fabrication des ballons à Annonay,.

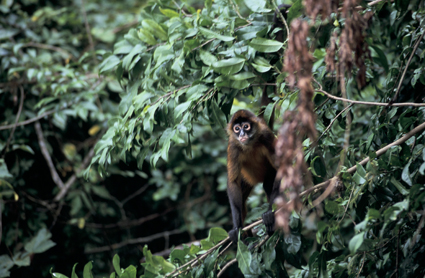
Un singe observé lors d'une mission du Radeau des cimes.

Depuis les années 1980, Dany Cleyet-Marrel parcourt le monde à bord de ses aérostats qu’il adapte  pour répondre à des besoins spécifiques : le Radeau des cimes AS250 et AS300, la Bulle des cimes, l’Arboglisseur, destinés à l’exploration des canopées des forêts tropicales et la Cinébulle pour réaliser des prises de vues aériennes.
Il organise avec Francis Hallé, Gilles Ebersolt et Olivier Pascal les missions scientifiques du Radeau des cimes.

## Conceptions et inventions

### Le Radeau des cimes
En 1986, Dany Cleyet-Marrel met au point le premier Radeau des cimes aéroporté par une montgolfière,.

### La Cinébulle
En 1994, Dany Cleyet-Marrel, en collaboration avec les réalisateurs Antoine de Maximy et Jean-Yves Collet, invente la Cinébulle, une montgolfière motorisée de 1 400 ou 1 500 m3, spécialement conçue pour faire des prises de vue aériennes. La Cinébulle est une Dynabulle ULM aérostat classe 5.

### La Bulle des cimes

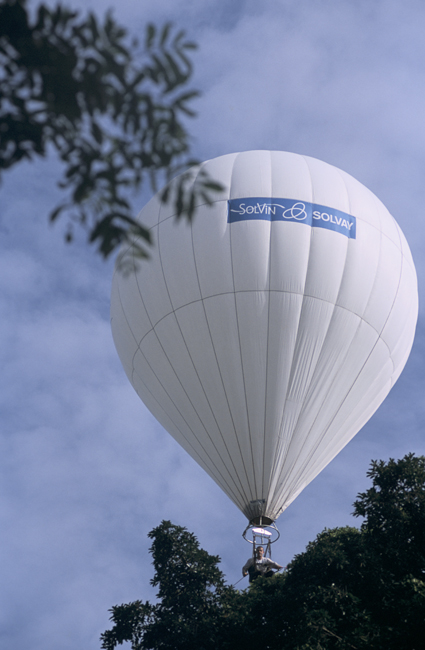
La Bulle des cimes.

En 1999, Dany Cleyet-Marrel invente la bulle des cimes, un ballon à hélium de 210 m3 et de 7,4 m de diamètre, à bord duquel prend place, sur une sellette, une personne et son matériel.

### L'Arboglisseur
En 2005, Dany Cleyet-Marrel invente l'arboglisseur, un aérostat de type Rozière (hélium et air chaud) qui permet de se déplacer à la cime des arbres.

## Expéditions
- 1984 : Expédition Kel-Essouf : Le Sahara en montgolfière
- 1985 : Expédition Le Spitzberg en montgolfière (première expédition polaire en montgolfière)
- 1986 à aujourd'hui : Expéditions du Radeau des cimes
- 1988 : Expédition L'Australie en montgolfière
- 1993 : Expédition Le Tibesti en montgolfière

## Livres
- L'année de l'aventure, Dany Cleyet-Marrel et Francis Hallé, La guilde européenne du raid, Albin Michel, 1987
- Francis Hallé, Dany Cleyet-Marrel, Gilles Ebersolt et Olivier Pascal, Le Radeau des cimes : Trente années d’exploration des canopées forestières équatoriales, Actes Sud, 2021, 288 p. (ISBN 978-2-330-15515-5, présentation en ligne)
- Mit dem Luftschiff über den Wipfeln des Regenwaldes, Francis Hallé, Dany Cleyet-Marrel, Gilles Ebersolt, Frederking & Thaler, 2001. Traduction allemande du Radeau des Cimes